# Avenue Pierre-Loti
L'avenue Pierre-Loti est une allée du Champ de Mars dans le 7e arrondissement de Paris.

## Situation
Cette voie piétonne débute face à la tour Eiffel, avenue Gustave-Eiffel, et finit place Joffre, face à l'École militaire (7e arrondissement).

## Origine du nom
Elle porte le nom de l'écrivain, officier de marine et académicien, Louis Marie Julien Viaud, dit Pierre Loti (né à Rochefort le 14 janvier 1850, mort à Hendaye le 10 juin 1923).

## Historique
La voie prend sa dénomination actuelle par un arrêté du 4 juin 1926.

## Activités
Parc et jardin.